# T. M. Soundararajan

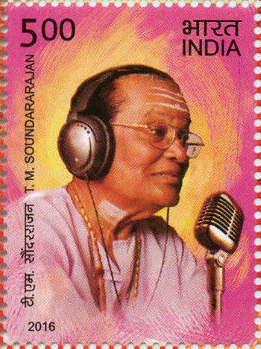
T. M. Soundararajan

Thuguluva Meenatchi Iyengar Sounderarajan (tamil: டி. எம். சௌந்தரராஜன்; Madurai, 24 de marzo de 1922 - Chennai, 25 de mayo de 2013) fue un cantante de playback en la industria del cine tamil durante más de seis décadas. Dio su voz a muchos actores en la industria cinematográfica de la India del Sur, como M. G. Ramachandran, Sivaji Ganesan, N. T. Rama Rao, Gemini Ganesan, S. S. Rajendran, Jaishankar, Rajkumar, A. Nageswara Rao, RaviChandar, Nagesh, Ranjan, Kantha Rao, T S Balayya, Jagayya, Rajanikanth, Kamal Hasan y una generación de actores a partir de 1946 hasta 2007. Popularmente se lo conoció como TMS. En 2010, su voz fue parte de la música Semmozhiyaana Thamizh Mozhiyaam que fue compuesta por A. R. Rahman. Ha cantado 10.000 canciones de películas desde 1946 hasta 2013 y 3.000 canciones devocionales. También cantó canciones Carnatic en varios conciertos desde 1945 a 2013. Fue el principal cantante de la reproducción masculina en la industria del cine Tamil entre 1955 a 1991.
TM Soundarajan murió el 25 de mayo de 2013 en su residencia en Mandaveli, Chennai, debido a una enfermedad. Tenía 91 años de edad en el momento de su muerte.